# Champ (Misuri)
Champ es una villa ubicada en el condado de San Luis en el estado estadounidense de Misuri. En el Censo de 2010 tenía una población de 13 habitantes y una densidad poblacional de 6,2 personas por km².

## Geografía
Champ se encuentra ubicada en las coordenadas 38°44′41″N 90°27′13″O / 38.74472, -90.45361. Según la Oficina del Censo de los Estados Unidos, Champ tiene una superficie total de 2.1 km², de la cual 2.1 km² corresponden a tierra firme y (0%) 0 km² es agua.

## Demografía
Según el censo de 2010, había 13 personas residiendo en Champ. La densidad de población era de 6,2 hab./km². De los 13 habitantes, Champ estaba compuesto por el 100% blancos, el 0% eran afroamericanos, el 0% eran amerindios, el 0% eran asiáticos, el 0% eran isleños del Pacífico, el 0% eran de otras razas y el 0% pertenecían a dos o más razas. Del total de la población el 0% eran hispanos o latinos de cualquier raza.